# オトー環礁
座標: 北緯10度06分00秒 東経165度59分00秒 / 北緯10.10000度 東経165.98333度
オトー環礁は、太平洋上の環礁であり、マーシャル諸島のラリック列島に属している。環礁の人口は、1999年度で160人である。
オトー環礁は18の小島から成り、陸地の総面積は4.33km2であるが、環礁の総面積は94.9km2にもなる。
”オトー”の意味は”珊瑚礁を通る入り口”、または”遠く離れた島”を意味している(2つの異なる語源がある)。
またこの環礁は”シャンツの島”として知られており、ロシア帝国海軍の軍艦”アメリカ号”で地球周航の途中に島を発見したジョアン・エベラード・フォン・シャンツに由来している
。
小惑星(2218) Wothoはオトー環礁にちなんで命名された。